# Грб општине Брус
Грб општине Брус је двобојна нехералдичка композиција. У врху штита је лента са именом општине, а у дну година 1833. Под лентом, у централном делу штита, налази се округло поље са представом два планинска врха из које израста бор, а у чијем су подножју два укрштена чекића, као симбол рудника.